# Verbascum dimoniei
Verbascum dimoniei är en flenörtsväxtart som beskrevs av Josef Velenovský. Verbascum dimoniei ingår i släktet kungsljus, och familjen flenörtsväxter. Inga underarter finns listade i Catalogue of Life.